# Serž Sargsyan
Serž Azati Sargsyan (in armeno Սերժ Ազատի Սարգսյան?; Step'anakert, 30 giugno 1954) è un politico armeno.
È stato Presidente della Repubblica dall'aprile 2008 all'aprile 2018, e poi brevemente Primo ministro nell'aprile 2018. Precedentemente era già stato primo ministro dal marzo 2007 all'aprile 2008.

## Biografia
Dopo aver frequentato la scuola superiore a Stepanakert, nel 1971 fu ammesso all'Università Statale di Yerevan, dove si laureò in Filologia nel 1979.
Nel 1983 ha sposato Rita Sargsyan, da cui ha avuto due figlie.

### Carriera politica
Nel 1990 fu eletto nel Soviet Supremo dell'Armenia.
Dal 1993 al 1995 fu Ministro della Difesa.
Dal 1995 al 1996 fu capo del Dipartimento di Stato per la Sicurezza e poi Ministro della Sicurezza Nazionale.
Dal 1996 al 1999 fu Ministro dell'Interno e della Sicurezza Nazionale.
Nel 1999 fu capo Ministro della Sicurezza Nazionale.
Dal 1999 al 2000 fu Capo dello staff del Presidente della Repubblica.
Dal 2000 al 2007 fu Ministro della Difesa.
Dal marzo 2007 fino all'elezione a Presidente della Repubblica è stato Primo ministro.
Dall'aprile 2008 all'aprile 2018 Presidente della Repubblica.
Viene nominato nell'aprile del 2018 nuovamente Primo ministro, ma in seguito a notevoli proteste in tutto il paese, rassegna le dimissioni il 23 aprile 2018.